# Rio São Mateus (Santa Catarina)
 (juillet 2014).
Si vous disposez d'ouvrages ou d'articles de référence ou si vous connaissez des sites web de qualité traitant du thème abordé ici, merci de compléter l'article en donnant les références utiles à sa vérifiabilité et en les liant à la section « Notes et références ».
 (juillet 2014).
Pour les articles homonymes, voir Rio São Mateus.
Le rio São Mateus est une rivière brésilienne de l'intérieur de l'État de Santa Catarina, et appartient au bassin hydrographique de l'Uruguay.

## Géographie
Il s'écoule d'est en ouest sur le territoire de la municipalité de São Joaquim avant de se jeter dans le rio Lava-Tudo.